# Horitzó de predicció
En estadística l'horitzó de predicció és el límit pràctic i vàlid per a alguna predicció. En els sistemes complexos amb gran quantitat de variables que canvien de forma complexa i erràtica és impossible preveure'n el comportament més enllà d'un punt determinat; aquest punt és conegut com a horitzó de prediccions. Més enllà d'aquest punt els resultats són inexactes.